# Kovács Ferenc (rendező)
Kovács Ferenc (Marossárpatak, 1927. január 2. –  Marosvásárhely, 2006. március 31.) magyar dramaturg, rendező, műfordító. Kovács András Ferenc apja.

## Életútja

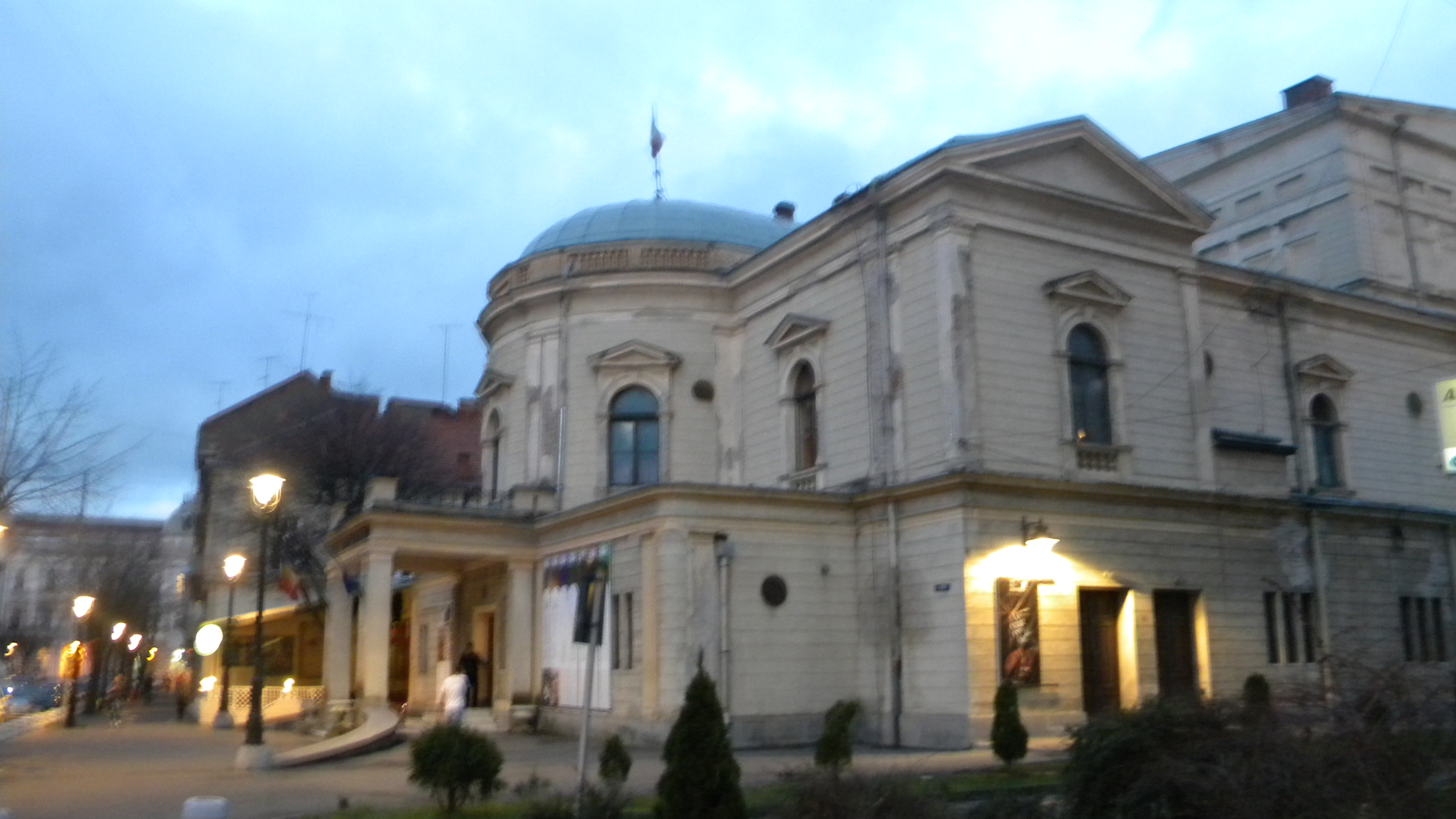
A Szatmári Állami Magyar Színház (később Szatmárnémeti Északi Színház) épülete

Középiskolát a marosvásárhelyi Református Kollégiumban végzett (1946), a Bolyai Tudományegyetem filológiai karán szerzett magyar nyelv és irodalom szakos diplomát (1950). Pályáját az Utunk szerkesztőségében kezdte (1950–51), ezután Nagybányán a Nagybányai Állami Színház (1953–56), annak átköltözésével Szatmáron a "fiatalok színháza" dramaturgja (1956–68), majd rendezője (1968–1988). Szerepe kiemelkedő a színház kísérletező kedvének és sokszínű játékrendjének kialakításában. John Osborne, Jean Anouilh, Albert Camus, Arthur Miller, Alekszandr Vampilov, Edward Albee, Vlagyimir Vlagyimirovics Majakovszkij, Anton Pavlovics Csehov mellett sikerrel vitte színpadra Németh László, Kányádi Sándor, Székely János, Kocsis István darabjait.
Színházelméleti szakcikkeit az Utunk, Igaz Szó, Előre, A Hét hasábjain közölte. Számos román szerző darabját fordította magyarra, így Mihail Sebastian Vakációsdi, Paul Everac Láthatatlan staféta és Véletlen találkozások, Aurel Baranga Egy asszony élete, Dina Cocea A család című darabját; a Legyen eszed, Cristofor című Baranga-vígjáték általa készített fordítása a Mai román drámák című antológiában (Kolozsvár, 1975) nyomtatásban is megjelent.
1988-ban vonult nyugalomba a Szatmári Északi Színházból. Nyugdíjasként is aktív szereplője maradt a romániai magyar közéletnek. Szatmárnémetiből Marosvásárhelyre költözött, 2008-ban itt hunyt el. A marosvásárhelyi református temetőben helyezték örök nyugalomra.

## Rendezései (válogatás)
- A negyedik (Szatmárnémeti, 1962),
- A szabadság első napja (Szatmárnémeti, 1963),
- A láthatatlan staféta (Szatmárnémeti, 1964),
- Nézz vissza haraggal (Szatmárnémeti, 1965),
- A két Bolyai (Marosvásárhely, 1970), IV. Henrik (Szatmárnémeti, 1971),
- A kör négyszögesítése (Szatmárnémeti, 1972),
- Varsói melódia (Szatmárnémeti, 1973),
- Elektra (Szatmárnémeti, 1974),
- A testőr (Szatmárnémeti, 1975),
- Nem vagyunk angyalok (Szatmárnémeti, 1976),
- Éjjeli menedékhely (Szatmárnémeti, 1978),
- Hugenották (Szatmárnémeti, 1979),
- Gőzfürdő (1981);
- Mi, Bethlen Gábor (Kolozsvár, 1982);
- Macskajáték (Szatmárnémeti, 1985);
- Hunyadi Sándor: Tavaszi napsütés (1987);
- Gelman: Négyszemközt (1988);
- Örkény István: Tóték (román nyelven, 1990);
- Márai Sándor: Kaland (Nagyvárad, 1993).

## Társasági tagság
- Főiskolai Keresztény Egyesület (FIKE) elnök (1947-1948)
- Szatmári Színészszövetség tagja